# UNESCO-IHE
UNESCO-IHE là viện giáo dục chuyên ngành tài nguyên nước, có trụ sở tại thành phố Delft, Hà Lan.

## Tổ chức
UNESCO-IHE thuộc quyền sở hữu của các nước thành viên UNESCO, được thành lập bởi UNESCO và Chính phủ Hà Lan vào năm 2003 với vai trò một viện Hạng I (category I).

## Lịch sử
IHE (Infrastructure-Hydraulics-Environment) là tổ chức giáo dục sau đại học, chuyên ngành thủy lực-môi trường được thành lập từ năm 1957. Tiếp nối sự phát triển của IHE, đến năm 2003 tổ chức được đổi tên thành UNESCO-IHE.

## Mục tiêu
- Giáo dục bậc sau đại học các chuyên ngành: kĩ thuật tài nguyên nước, quản lý lưu vực sông, kĩ thuật bờ biển, tưới tiêu, thủy văn học, tin học-thủy lực.
- Tổ chức các hội thảo chuyên ngành, phổ biến rộng rãi các kiến thức chuyên ngành
- Ưu tiên hỗ trợ phát triển năng lực cho các quốc gia đang phát triển về lĩnh vực liên quan, đặc biệt là vệ sinh nguồn nước.